# Moschus chrysogaster
Il mosco alpino (Moschus chrysogaster Hodgson, 1839) è una specie di mosco originaria degli altopiani della Cina centrale e della regione himalayana. Gli esemplari delle colline pedemontane dell'Himalaya vengono attualmente considerati una specie a parte, il mosco dell'Himalaya.

## Tassonomia
Attualmente ne vengono riconosciute due sottospecie:
- M. c. chrysogaster Hodgson, 1839 (India settentrionale, Nepal, Bhutan e Tibet sud-orientale e meridionale);
- M. c. sifanicus Büchner, 1891 (Qinghai, Gansu, Ningxia, Sichuan occidentale e Yunnan nord-occidentale).

## Descrizione
Somiglia a un piccolo cervo munito di grossi canini, visibili anche quando la bocca è chiusa. Ha una coda scarsamente ricoperta di pelo, a eccezione di un piccolo ciuffo alla sua estremità, e grandi orecchie di forma simile a quelle delle lepri. Come tutti gli altri moschi, possiede una sacca del muschio ben visibile, situata tra i genitali e l'ombelico. La sua apertura è posizionata anteriormente all'uretra. Pesa 10–15 kg (in media 12,5), misura circa un metro di lunghezza e raggiunge 60 cm di altezza al garrese.
L'aspettativa di vita degli esemplari nati in cattività è di poco superiore ai 2 anni e 3 mesi, ma esemplari catturati in natura possono vivere in cattività anche fino a 7 anni. L'esemplare conosciuto più longevo è stato un individuo in cattività che è vissuto fino a 20 anni.

## Distribuzione e habitat
È originario delle regioni montuose della Cina centrale, ma si spinge verso ovest fino all'Himalaya, nelle regioni orientali e occidentali del Nepal, in quelle nord-orientali dell'India e in Bhutan. Si incontra a 2000–5000 m di quota. Vive prevalentemente nei boschi di querce e pini situati sulle ripide pendici dei monti.

## Biologia
I moschi alpini sono animali solitari. I maschi adulti, probabilmente, sono territoriali. Un aspetto interessante della biologia di questa specie è che generalmente tutti gli animali di una determinata area defecano in un'apposita zona, detta latrina.
Sono ruminanti che possono sopravvivere anche cibandosi di cibo di bassa qualità. In autunno e inverno si nutrono prevalentemente di piante erbacee e delle foglie di alberi e arbusti, come querce e specie del genere Gaultheria. In primavera ed estate la loro dieta si basa su erba e licheni.

## Conservazione
Sulla Lista Rossa della IUCN il mosco alpino viene classificato tra le specie in pericolo, poiché è stato stimato che il numero degli esemplari sia diminuito del 50% nelle ultime tre generazioni (circa 21 anni) a causa della caccia, della diminuzione dell'areale e della distruzione dell'habitat. Anche la cattura di esemplari allo scopo di prelevarne la sacca del muschio costituisce un rischio per la specie.